# Абрагам, Анатоль
Анато́ль Абрага́м (при рождении Анатолий Израилевич Абрагам, фр. Anatole Abragam; 15 декабря 1914, Грива, Иллукстский уезд, Курляндская губерния, Российская империя, теперь район Даугавпилса — 8 июня 2011) — французский физик. Оказал влияние на теорию электронного и ядерного магнитного резонанса, благодаря своим открытиям и образовательной деятельности. В области ядерного магнитного резонанса (ЯМР) он построил математически строгую и понятную теорию. Многие учёные в этой области считаются его учениками, многим он известен как «великан магнитного резонанса».
Член Французской академии наук (1973), иностранный член Национальной академии наук США (1977), Лондонского королевского общества (1983), Российской академии наук (1999).

## Биография
Родился 15 декабря 1914 года в еврейской семье. Отец, Израиль Семёнович Абрагам (1872—1944), был владельцем «пуговичной фабрики И. Абрагама» в Гриве, а после переезда в Москву стал совладельцем «пуговичной фабрики Абрагама и Натансона». У него не было высшего образования, но он с большим уважением относился к культуре и имел огромную библиотеку литературной классики, переводы произведений русских и зарубежных писателей. В 1920-е годы «частная пуговичная фабрика И. С. Абрагама» располагалась на Калужской площади (Крымский тупик, № 13).
Мать, Анна (Хана) Абрамовна Маймин (1874—?), боролась за получение среднего образования, что было непросто для девушки царской России, а затем пыталась получить разрешение на выезд за границу в швейцарский Берн, чтобы изучать медицину. Она получила это право, а затем работала в Берлине врачом в течение двух лет, прежде чем вернуться в Россию, где она вышла замуж. Она практиковала медицину до начала Первой мировой войны; эту деятельность она продолжила в Красной Армии в 1918 году.

### Детство
Анатоль был практически самоучкой и с большим интересом изучал большую библиотеку отца. Один набор книг сыграл ключевую роль к его пробуждению к науке: Детская энциклопедия, которую он получил в качестве подарка на седьмой день рождения. До восьми лет он занимался с частным учителем, а последние два года своего пребывания в России ходил в советскую школу.
Годы, последовавшие за революцией 1917 года, становились всё более трудными, как в работе, так и в жилищном строительстве. Отец Анатоля, владевший фабрикой (пусть и небольшой), считался «буржуа». Анатолю и его старшей сестре Александре не оставалось ничего другого, как пойти в подмастерья, чтобы стать рабочими. Ухудшение ситуации привело семью к решению эмигрировать во Францию в 1925 году. Мать и двое детей эмигрировали первыми. Отцу не сразу удалось покинуть СССР, он присоединился к семье 11 лет спустя в 1936 году.

### Раннее образование во Франции
Анатоль приехал во Францию в возрасте 10 лет, не зная ни единого слова по-французски. Один год в учился частной школе, которая позволила ему достичь уровня французских детей того же возраста и начать обучение в средней школе. Его отправили в престижный лицей Янсон-де-Сайи, среднюю школу для «умных людей» — то есть высшей буржуазии. В течение первых пяти лет его результаты были довольно выдающимися, он заканчивая каждый год с «призом превосходства». Предметом, который в школе привлекал его больше всего, была латынь, которую он ценил за научность преподавания.
В течение его последнего года в классе Mathématiques Elémentaires, за которым обычно следуют подготовительные классы к самым известным научным Grandes Ecoles (а именно, Ecole Normale Supérieure и Ecole Polytechnique), его успеваемость снизилась.

### Высшее образование
После долгих колебаний Анатоль Абрагам решил изучать медицину, профессию своей матери, поступил на медицинском факультете Парижского университета, где параллельно прошёл курс математики и успел сдать экзамен. Сначала он полностью посвятил себя математике и физике, но затем вернулся на факультет естественных наук, где в 1936 году получил степень бакалавра.
Следующим шагом было получение докторской степени, для чего ему требовался научный руководитель. Он выбрал профессора Фрэнсиса Перрина, от которого не получил никаких указаний, за исключением совета, что ему следует заглянуть в «физические обзоры» и найти там подходящий предмет для исследования. Он начал изучать теоретическую физику, в частности посещая семинары Луи де Бройля и его школы.

### Годы войны
Вскоре после начала Второй мировой войны Анатоль был мобилизован в тяжелый артиллерийский полк. Он оставался вдали от фронта до июня 1940 года. Демобилизовавшись в сентябре 1940 года, он отправился на юг Франции в так называемую «свободную зону», которая тогда ещё не была оккупирована немцами.
Отец Анатоля предпочёл остаться в Париже, полагая, что это безопасно, поскольку он был советским гражданином в период, когда СССР был в союзе с Германией. Он был арестован гестапо и заключён в концентрационный лагерь № 122 в Компене, где умер. Мать Анатоля покинула Париж после ареста мужа и присоединилась к сыну в Сен-Рафаэле. Она жила с ним и молодой женщиной, Сюзанной, которая стала его женой в 1944 году.

## Научные исследования и преподавательская деятельность
С 1945 по 1947 год он учился в Высшей школе электроники, которую окончил по специальности «инженер в области радиоэлектроники». Осенью 1946 года он был принят на работу в созданный Комиссариат атомной энергетики.
В период с 1948 по 1950 год Анатоль впервые отправился за границу в лабораторию Кларендона в Оксфордском университете, где он работал над несколькими проблемами электронного парамагнитного резонанса (ЭПР) в сотрудничестве и под руководством Мориса Прайса. Они разработали теорию спинового гамильтониана в 1949 году, что привело к концептуальному упрощению в теоретическом описании и понимании локализованных парамагнитных ионов в непроводящих твёрдых телах. Эта теория стала известной, а статья, описывающая её, была известна как "The A and P paper’, повторяя название популярной тогда сети продуктовых магазинов США. В своей следующей работе, в значительной степени, выполненной им самим, он разработал теорию поляризации ядра, крупный теоретический успех которой позволил объяснить аномальную сверхтонкую структуру ионов меди.
В 1950 году Анатоль Абрагам получил степень доктора философии в Оксфорде, под руководствомMaurice Pryce.
В 1952—1953 годах он был направлен в лабораторию ядерного магнитного резонанса Эдварда Пёрселла в Гарвардском университете в Кембридже, штат Массачусетс. Там, помимо того, что он стал мировым экспертом в области ЯМР, он работал с Робертом Паундом, чтобы разработать полную теорию возмущенных угловых корреляций в каскаде двух излучений[что?], испускаемых при ядерном радиоактивном распаде, в конденсированном веществе под действие статических или переменных электромагнитных полей. Ключевым моментом является то, что эти возмущения в основном спектре ядерной энергии влияли на скорость перехода промежуточного метастабильного ядерного состояния к равновесному. Соответствующие статьи были названы вторыми «A and P papers». Эти работы положили началу формализму теории релаксации.
Формализм метода релаксации Абрагама был полностью основан на использовании операторов и матрицы плотности. В большинстве случаев он стал и в значительной степени остаётся до сих пор методом релаксационных расчетов.
Ещё одним открытием было установление правильности концепции спиновой температуры в лабораторных условиях с помощью серии чрезвычайно элегантных экспериментов, которые Анатоль разработал и провел в 1957 году с Уорреном Проктором. Они включали в себя демонстрацию того, что охлаждение спинов через контакт с жидким гелием или адиабатическим размагничиванием от высокого магнитного поля имело те же экспериментальные последствия. Это послужило поводом для третьей серии из трех статей «А и Р».
В том же 1957 году, всего через несколько месяцев после экспериментов со спиновой температурой, Анатоль сделал ещё одно фундаментальное открытие — динамическая ядерная поляризация (DNP), что был первоначально назван «твердотельным эффектом», при котором поляризация ядерных спинов может достигать значения близких к единице, либо параллельной, либо антипараллельной внешнему магнитному полю конфигурации, путём резонансного облучения парамагнитных центров при низкой концентрации в непроводящих твёрдых телах. Основной задачей данного изобретения было получение поляризованных мишеней для экспериментов по ядерной физике и физике элементарных частиц.
Одной из самых блестящих идей Анатоля было объединить понятия спиновой температуры и DNP в изобретении принципа производства ядерного магнитного упорядочения. Идея состояла в том, чтобы выполнить последовательно поляризацию ядерных спинов DNP с последующим ядерным адиабатическим размагничиванием, либо в лабораторной раме в нулевом внешнем магнитном поле или во вращающейся раме, когда присутствует большое внешнее поле.

### Научный вклад
- Исследования посвящены магнетизму и физике твёрдого тела, теории спиновой температуры, поляризации ядер, гамма-резонансной спектроскопии твердого тела. Ему принадлежит заслуга развития теории расщепления сверхтонкой структуры.
- 1953 год — наблюдал эффект Оверхаузера (независимо от других учёных).
- Совместно с Уорреном Проктором открыл динамическую ядерную поляризацию (солид-эффект), которая используется для получения поляризованной протонной мишени.
- 1970 год — открыл ядерный антиферромагнетизм;
- 1973 год — открыл ядерную прецессию нейтронов.

### Научная степень
1950 год — получил степень доктора философии в Оксфорде, под началом Maurice Pryce.

### Работа
- с 1947 года — работал в Комиссариате по атомной энергии;
- с 1965 года — директор по физике;
- с 1971 года — директор по научным исследованиям[28];
- с 1960 по 1985 год — профессор Коллеж де Франс;
- 1967 год — президент Французского физического общества.

### Член научных обществ
- 1973 год — член Французской академии наук[29];
- 1974 год — иностранный почётный член Американской академии искусств и наук;
- 1977 год — иностранный член Национальной академии наук США[30];
- 1983 год — иностранный член Лондонского королевского общества[31];
- 1999 год — иностранный член Российской академии наук[32];
- 1967 год — почётный доктор Кентского университета;
- 1976 год — почётный доктор Оксфордского университета;
- 1985 год — почётный доктор Техниона — Израильского технологического института;
- 1994 год — почётный профессор Казанского университета.

### Общественная деятельность
- 1992 год — поставил свою подпись под «Предупреждением учёных человечеству».

### Награды
- В 1982 году награждён медалью Лоренца;
- В 1992 году награждён медалью Маттеуччи;
- В 1995 году награждён Большой золотой медалью имени М. В. Ломоносова Российской академии наук за выдающиеся достижения в области физики конденсированного состояния и ядерно-физических методов исследования;
- 1960 год и 1963 год — вместе с А. Оверхаузером был номинирован Ф. Перреном[англ.] на Нобелевскую премию по физике[33].

## Личные качества
Помимо физики, к которой он был пристрастен, и науки в целом, Анатоль Абрагам интересовался другими видами искусства: спортом, собственно искусством и литературой.
Он был очень хорошим пловцом и регулярно ходил в бассейн до 90 лет. Он имел обыкновение каждый день гулять, для удовольствия, а также ради своего здоровья, и был физически здоров до такой степени, что позволяло ему преподавать гимнастику в военные годы. Он был особенно увлечен просмотром теннисных матчей.
Анатоль любил посещать музеи и художественные галереи, особенно любил картины. Он также регулярно слушал классическую музыку. Однако главным его интересом была литература — он очень любил А. С. Пушкина.

## Последние годы жизни
Анатоль умер 8 июня 2011 года, на девяносто седьмом году жизни. Он потерял свою жену Сюзанну от сердечного приступа в 1992 году.
В 1996 году он женился на русской женщине-физике Нине, которая после замужества стала гражданкой Франции, как и её дочь Юлия, тоже физик, приехавшая во Францию и продолжившую труд отца работой в Комиссариате атомной энергетики (КАЭ). И то и другое помогло ему прожить ещё долгую счастливую жизнь.

## Труды
Анатоль Абрагам — автор восьми книг и большого числа статей, посвященных исследованиям в области магнетизма и физики твердого тела, в частности, ядерного магнетизма, магнитного резонанса, сверхтонкой структуры твердого тела, поляризации ядер, гамма-резонансной спектроскопии твердого тела.
- Абрагам А. Время вспять, или физик, физик, где ты был. — М.: Наука, 1991. — 392 с.
- Абрагам А. Ядерный магнетизм. — М.: ИЛ, 1963. — 552 с.
- Абрагам А., Блини Б. Электронный парамагнитный резонанс переходных ионов. — М.: Мир, 1972—1973. — 652+350 с.
- Абрагам А., Гольдман М. Ядерный магнетизм: порядок и беспорядок:. — М.: Мир, 1984. — 300+364 с.
- Abragam A. L’effet Mossbauer et ses applications. Paris: Gordon and Breach, 1964.
- Abragam A. Réflexions d’un physicien. Paris: Hermann, 1983.